# Всемирный музей (Вена)
Всемирный музей (нем. Weltmuseum Wien), бывший Этнографический музей (нем. Museum für Völkerkunde) — крупнейший антропологический и этнографический музей Австрии. Основан в 1876 году. В настоящее время занимает часть бывшего императорского дворца Хофбург. Содержит около 250 тыс. экспонатов из Азии, Африки, Океании и Америки. Среди важных коллекций внимания заслуживают мексиканские артефакты, в том числе уникальные ацтекские изделия из перьев (напр., головной убор Монтесумы); часть коллекции Джеймса Кука (приобретена в 1806 году); многочисленные бронзовые изделия из Бенина; коллекция К. фон Хюгеля, собранная в путешествиях по Индии, Юго-Восточной Азии и Китаю, и многое другое.